# Citroen DS
Citroen DS je jedan od najpoznatijih modela Citroena s prednjim motorom i pogonom na prednje kotače. Proizvodio se od 1955. do 1975. u tri serije karoserija, karavan i kabriolet. U Francuskoj je poznat pod nazivom Déesse, što u prevodu znači božica.
Na tržištu s jeftinijom varijantom, Citroën DS je bio poznat po svom aerodinamičnom, futurističkom dizajnu karoserije i inovativnoj tehnologiji te je postavio nove standarde u kvaliteti vožnje, upravljivosti i kočenju.
Talijanski kipar i industrijski dizajner Flaminio Bertoni i francuski aeronautički inženjer André Lefèbvre dizajnirali su automobil, a Paul Magès je razvio hidropneumatski samonivelirajući ovjes. Robert Opron dizajnirao je facelift 1967. iz treće serije.